# Sârbi (okręg Hunedoara)
Sârbi – wieś w Rumunii, w okręgu Hunedoara, w gminie Ilia. W 2011 roku liczyła 431 mieszkańców.